# Перельман, Яков Исидорович
Я́ков Иси́дорович Перельма́н (22 ноября [4 декабря] 1882, Белосток, Гродненская губерния, Российская империя — 16 марта 1942, Ленинград, СССР) — русский и советский математик, физик, журналист и педагог. Член Русского общества любителей мироведения, популяризатор точных наук, основоположник жанра занимательной науки, автор понятия «научно-фантастическое». Брат русско-еврейского прозаика и драматурга Осипа Дымова.

## Биография
Соломон-Яков Исидорович Перельман родился 4 декабря (22 ноября по старому стилю) 1882 года в городе Белостоке Гродненской губернии Российской империи (ныне в Польше), в еврейской семье. Его отец Исидор (Исаак) Перельман работал счетоводом, мать Генриета Исааковна Эрлих (?—1903) преподавала в начальных классах. Родной брат Иосиф Исидорович Перельман был прозаиком и драматургом, писавшим по-русски и на идиш под псевдонимом Осип Дымов. В семье также росли старший брат Герман (погиб в годы Второй мировой войны в Германии), сёстры Анна (1879—1942, погибла в блокадном Ленинграде) и Сора (София, Соня, 1884—?). Дядя (брат матери) — философ и музыкальный критик Яков-Вольф Исаакович Эрлих (1874—1902) — входил в круг символистов, был близким другом В. Я. Брюсова, В. В. Гиппиуса и А. М. Добролюбова.
Отец умер в сентябре 1883 года, и матери одной пришлось воспитывать детей. Она сделала всё, чтобы дети получили достойное образование. В 1890 году Яков пошёл учиться в первый класс начальной школы, а 18 августа 1895 года поступил в Белостокское реальное училище.
23 сентября 1899 года он опубликовал в газете «Гродненские губернские ведомости» под псевдонимом «Я. П.» очерк «По поводу ожидаемого огненного дождя».
В августе 1901 года в Санкт-Петербурге был зачислен в Лесной институт, где его учителями были профессор Д. А. Лачинов, основатель кафедры физики и метеорологии, и профессор А. С. Домогаров, читавший курс высшей математики и механики. Практически с первого курса он начал сотрудничать с журналом «Природа и люди», первый написанный им очерк «Столетие астероидов» был напечатан в № 4 журнала за 1901 год. В 1903 году умерла мать. В 1904 году Перельман, продолжая учиться в Лесном институте, стал ответственным секретарём журнала «Природа и люди», а в 1913 году, со смертью прежнего редактора Ф. С. Груздева, стал во главе редакции.
В 1908 году Перельман защитил дипломную работу по теме «Старорусский казённый лесопильный завод. Его оборудование и работа» и 22 января 1909 года получил диплом об окончании Лесного института со званием «учёный-лесовод I разряда». Но работать по избранной в институте профессии ему не довелось, после окончания института Перельман начинает сотрудничать в журнале постоянно, и не только сам пишет очерки, но и печатает работы других.
Июль 1913 года — вышла в свет первая часть книги «Занимательная физика». Книга имела ошеломляющий успех у читателей. Вызвала она интерес и в среде физиков. Профессор физики Петербургского университета Орест Данилович Хвольсон, познакомившись с Перельманом и узнав, что книга написана не учёным-физиком, а учёным-лесоводом, сказал Якову Исидоровичу: Лесоводов-учёных у нас предостаточно, а вот людей, которые умели бы так писать о физике, как пишете Вы, нет вовсе. Мой вам настоятельнейший совет: продолжайте, обязательно продолжайте писать подобные книги и впредь.
29 августа 1913 года — начало переписки с К. Э. Циолковским, которая продолжалась до самой смерти Циолковского.
20 ноября 1913 года — выступил с докладом в Российском обществе любителей мироведения «О возможности межпланетных сообщений», в основу которого легли идеи К. Э. Циолковского. В 1914 году написал и опубликовал дополнительную главу «Завтрак в невесомой кухне» к роману Жюля Верна «Из пушки на Луну», которой дал определение «научно-фантастическая» (Жюль Верн свои романы называл научными, а Герберт Уэллс — фантастическими), став таким образом автором нового понятия.
В 1915 году, находясь летом на отдыхе, Перельман познакомился с молодым врачом Анной Давидовной Каминской. Вскоре они поженились.
1916−1917 годы — служил в петроградском «Особом совещании по топливу», где предложил перевести стрелку часов на час вперёд с целью экономии дровяного топлива — в России это было осуществлено впервые в 1917 году.
1916 год — вышла в свет вторая часть книги «Занимательная физика».
1918−1923 годы — работал инспектором отдела Единой трудовой школы Наркомпроса РСФСР. Составлял новые учебные программы по физике, математике и астрономии, одновременно преподавал эти предметы в различных учебных заведениях.
1919−1929 годы — редактировал созданный по собственной инициативе первый советский научно-популярный журнал «В мастерской природы».

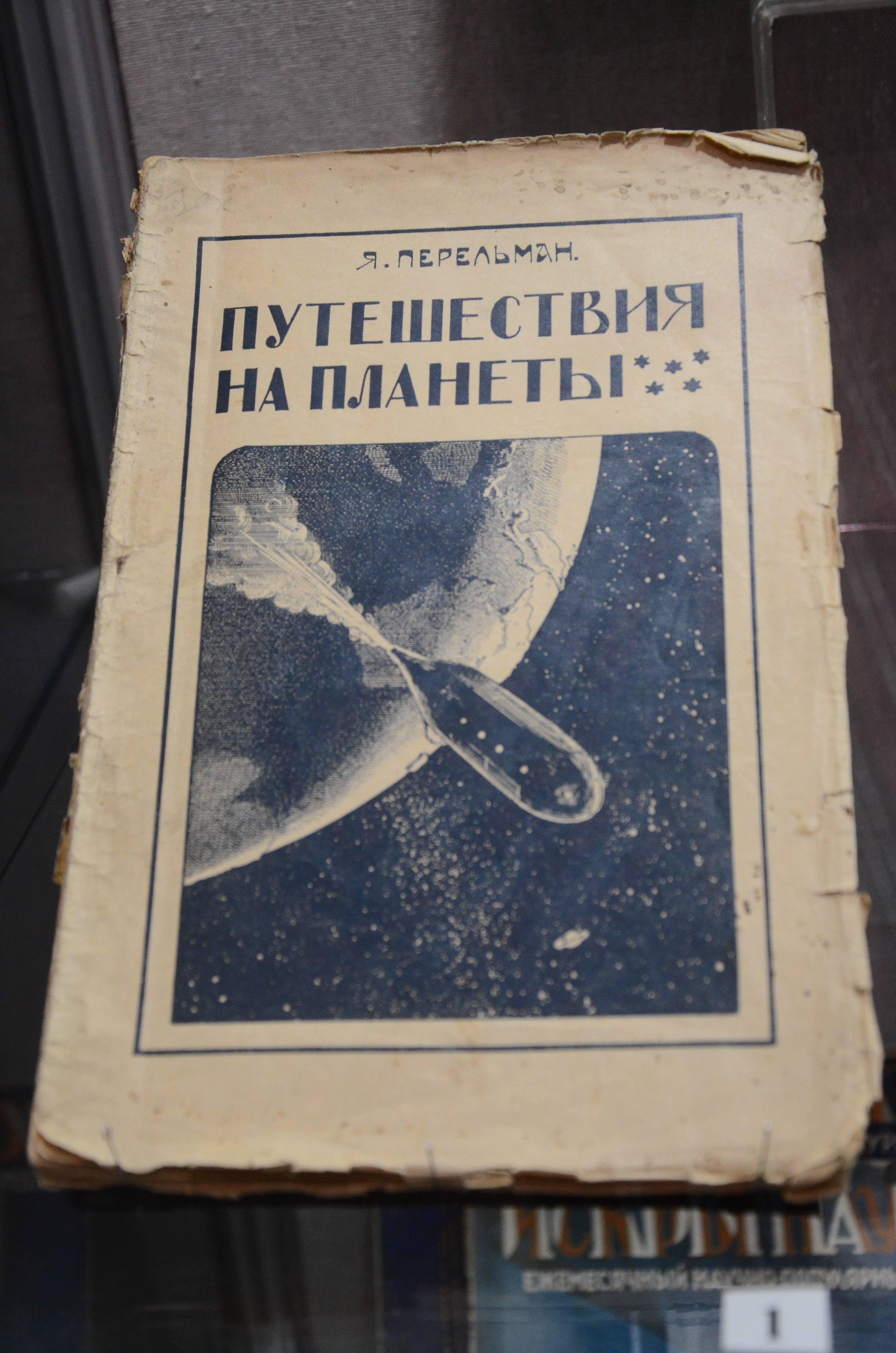
«Путешествия на планеты» Перельмана

1924 год — участвовал в работе московской «Секции межпланетных сообщений» Осоавиахима СССР, в числе членов которой были Ф. Э. Дзержинский, К. Э. Циолковский, В. П. Ветчинкин, Ф. А. Цандер, Н. А. Рынин и другие.
1924−1929 годы — работал в отделе науки ленинградской «Красной газеты»; член редколлегии журналов «Наука и техника», «Педагогическая мысль».
1925−1932 годы — член правления кооперативного издательства «Время»; участвовал в выпуске книг занимательной серии.
13 ноября 1931 — конец 1933 года — заведовал в ЛенГИРДе отделом пропаганды, член президиума ЛенГИРДа. Совместно с инженером А. Н. Штерном разрабатывал проект первой советской противоградовой ракеты.
1932 год — награждён грамотой Ленинградского областного совета Осоавиахима СССР «за особо активное участие в проработке научно-технических заданий в области воздушной техники, направленных на укрепление обороноспособности СССР».
1932−1936 годы — переписывался с С. П. Королёвым по вопросам пропаганды космических знаний; работал в ленинградском отделе издательства ЦК ВЛКСМ «Молодая гвардия» в качестве автора, консультанта и научного редактора.
1 августа 1934 года — в составе группы ленинградских писателей и учёных-популяризаторов встретился с Гербертом Уэллсом, приезжавшим в СССР.
Лето 1935 года — поездка в Брюссель на Международный математический конгресс.
15 октября 1935 года — открытие ленинградского Дома занимательной науки в Фонтанном доме (бывший дворец Шереметевых).
1939 год — написал обстоятельную статью «Что такое занимательная наука».
1 июля 1941 — февраль 1942 года — читал лекции воинам-разведчикам Ленинградского фронта и Краснознамённого Балтийского флота, а также партизанам об ориентировании на местности без приборов.
18 января 1942 года на дежурстве в госпитале скончалась от истощения Анна Давидовна Каминская-Перельман.
16 марта 1942 года Яков Перельман скончался от общего истощения, вызванного голодом, в осаждённом немецко-фашистскими войсками блокадном Ленинграде. Похоронен в общей могиле на Преображенском еврейском кладбище.

## Семья
- Брат — писатель Осип Дымов.
- Жена (с 1915 года) — Анна Давидовна Перельман (урождённая Каминская, 1884 — 18 января 1942), врач, погибла в блокадном Ленинграде.
  - Сын — Михаил Яковлевич Перельман (1919—1941), выпускник математико-механического факультета ЛГУ (1939), погиб на фронте в 1941 году.
- Двоюродные сёстры — выпускницы Санкт-Петербургской консерватории, пианистки Евгения (Женни) Лазаревна (Львовна) Штембер (в замужестве Руманова; 1893—1939, жена А. В. Руманова) и Эмма Львовна (Ита Лазаревна, Людвиговна) Штембер (1880—?)[14].

## Адреса в Санкт-Петербурге

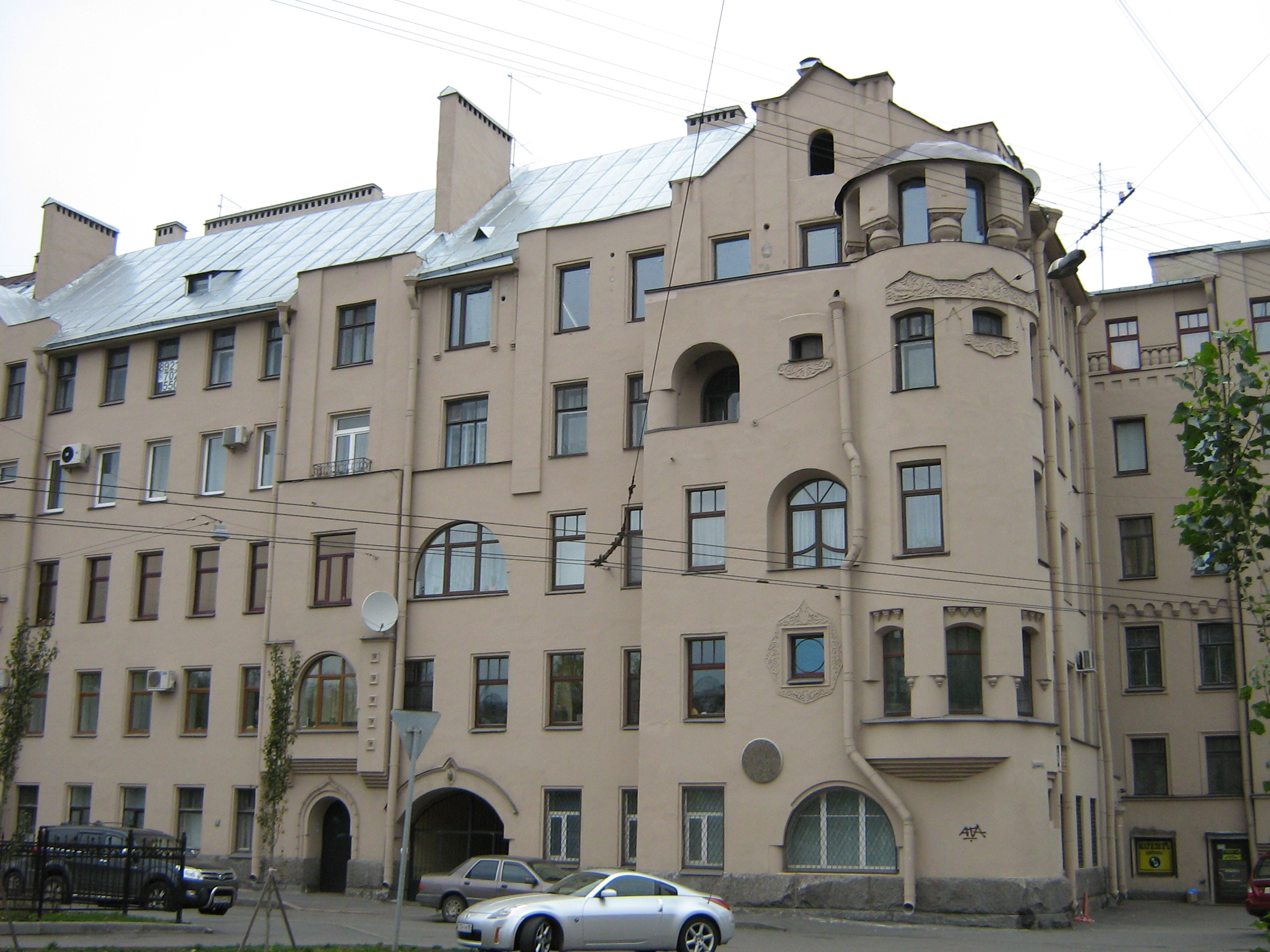
Дом, где жил Я. Перельман

- 1909—1911 — Поварской переулок, 10[15];
- 1911—1912 — Гончарная улица, 8;
- 1912—1913 — 10-я Рождественская улица, 9;
- 1913—1914 — 8-я Рождественская улица, 47;
- 1914—1942 — Плуталова улица, 2.

### Книги
- Физическая хрестоматия. Пособие по физике и книга для чтения.
- Занимательная физика. Кн. 1 СПб., Изд-во П. П. Сойкина, 1913.
- Весёлые задачи. Пг., Изд-во А. С. Суворина, 1914.
- Далёкие миры. Астрономические очерки. Пг., Изд-во П. П. Сойкина, 1914.
- Межпланетные путешествия. Полёты в мировое пространство и достижение небесных тел. Пг., Изд-во П. П. Сойкина, 1915 (10).
- Занимательная физика. Кн. 2. Пг., Изд-во П. П. Сойкина, 1916 (по 1981 год — 21 издание).
- Путешествия на планеты (физика планет). Пг., Изд-во А. Ф. Маркса, 1919.
- Новые и старые меры. Метрические меры в обиходной жизни, их преимущества. Простейшие приёмы перевода в русские. Пг., Изд. журнала «В мастерской природы», 1920.
- Новый задачник к краткому курсу геометрии. М. — Л., ГИЗ, 1922:
  - Вып. I. Механика. Пг.: Сеятель, 1922;
  - Вып. II. Теплота, Пг.: Сеятель, 1923.
- Загадки и диковинки в мире чисел. Пг., Наука и школа, 1923.
- Новый задачник по геометрии. Пг., ГИЗ, 1923.
- Метрическая система. Обиходный справочник. Пг., Научное книгоиздательство, 1923.
- Обманы зрения. Пг., Научное книгоиздательство, 1924.
- Для юных физиков. Опыты и развлечения. Пг., Начатки знания, 1924.
- Хрестоматия-задачник по начальной математике (для трудовых школ и самообразования взрослых). Л.: ГИЗ, 1924.
- Между делом. Опыты и развлечения для детей старшего возраста. М. — Л., Радуга, 1925.
- Азбука метрической системы. Л., Научное книгоиздательство, 1925 г.
- Пропаганда метрической системы. Методический справочник для лекторов и преподавателей. Л., Научное книгоиздательство, 1925.
- Руководство по метрической системе мер и сборник упражнений. Л.: Госиздат, 1925:
  - вып. III. Звук. Л.: ГИЗ, 1925;
  - вып. IV. Свет. Л.: ГИЗ, 1925.
- Числа-великаны. М.; Л.: Радуга, 1925.
- Чудо нашего века. М.; Л.: Радуга, 1925.
- Занимательная геометрия. Л., Время, 1925.
- Занимательная геометрия на вольном воздухе и дома. Л., Время, 1925.
- Для юных математиков. Первая сотня головоломок. Л., Начатки знания, 1925.
- Для юных математиков. Вторая сотня головоломок. Л., Начатки знания, 1925.
- Не верь своим глазам! Л., Прибой, 1925.
- Полёт на Луну. Современные проекты межпланетных перелётов. Л., Сеятель, 1925.
- Газетный лист. Электрические опыты. М. — Л., Радуга, 1925.
- Геометрия и начатки тригонометрии. Краткий учебник и собрание задач для самообразования. Л., Севзаппромбюро ВСНХ, 1926.
- Занимательная арифметика. Загадки и диковинки в мире чисел. Л., Время, 1926.
- Развлечения со спичками. Л., Прибой, 1926.
- Юный землемер. Л.: Прибой, 1926.
- Фигурки-головоломки из 7 кусочков. М.; Л.: Радуга, 1927.
- Занимательная математика. Л., Время, 1927.
- Фокусы и развлечения. Чудо нашего века. Числа-великаны. Между делом. Л.: Радуга, 1927.
- Техническая физика. Пособие для самообучения и собрание практических упражнений. Л., Севзаппромбюро ВСНХ, 1927.
- Научные задачи и развлечения (головоломки, опыты, занятия). М. — Л., Молодая гвардия, 1927.
- Занимательные задачи. Л., Время, 1928.
- Ящик загадок и фокусов. М. — Л.: ГПЗ, 1929.
- Занимательная астрономия. Л., Время, 1929.
- Занимательная математика в рассказах. Л., Время, 1929.
- Ракетой на Луну. М. — Л., ГИЗ, 1930.
- В мировые дали (о межпланетных перелётах). М., Изд-во Осоавиахима СССР, 1930 г.
- Живой учебник геометрии. Живая геометрия. Теория и задачи. Харьков — Киев, Униздат, 1930.
- Комментарий к рассказу Курта Лассвитца «Универсальная библиотека». В журнале «Вокруг света» № 24 Л., «Красная газета».
- Занимательная механика. Л., Время, 1930.
- Математика на вольном воздухе. Л., Политехническая школа, 1931.
- Математика на каждом шагу. Книга для внеклассного чтения школ ФЗС. М. — Л., Учпедгиз, 1931.
- Как решать задачи по физике. М. — Л., ОНТИ, 1931.
- Циолковский. Его жизнь, изобретения и научные труды. По поводу 75-летия со дня рождения. М.; Л.: ГТТИ, 1932.
- Физика на каждом шагу. М.: ДЕТГИЗ, 1934, 263 с, тир. 30000 экз.
- Занимательная алгебра. Л., Время, 1933.
- Знаете ли вы физику? (Физическая викторина для юношества). М. — Л., ГИЗ, 1934.
- Живая математика. Математические рассказы и головоломки. М.-Л., ПТИ, 1934.
- К звёздам на ракете. Харьков, Укр. рабочий, 1934.
- Межпланетные путешествия: основы ракетного летания / Я. И. Перельман. — Изд. 9-е, вновь пересмотренное. — Ленинград ; Москва : Государственное технико-теоретическое издательство, 1934. — 224 с. : ил.
- Наука на досуге (с С. В. Глязером). Л., Молодая гвардия, 1935.
- Циолковский К. Э. Его жизнь и технические идеи. М. — Л., ОНТИ, 1935.
- Вечера занимательной науки. Вопросы, задачи, опыты, наблюдения из области астрономии, метеорологии, физики, математики (в соавторстве с В. И. Прянишниковым). Л., Леноблоно, 1936.
- Одним росчерком. Л.: Дом занимательной науки, 1940.
- Быстрый счёт. Л., 1941.
- Квадратура круга. Л.: Дом занимательной науки, 1941.
- Вычисления с приближёнными числами. М., АПН СССР, 1950.
- Занимательные задачи и опыты. М., Детгиз, 1959.

## Факты
- Именем Перельмана назван кратер на обратной стороне Луны, диаметром 48,9 км[16], глубина 2,3 км[17].
- Распространено заблуждение, что Яков Исидорович Перельман является отцом известного математика Григория Яковлевича Перельмана[18]. Первый из них умер более чем за 20 лет до рождения второго.
- В послесловии А. Г. Мадеры к переизданию книги Я. И. Перельмана «Занимательные задачи» (М., 2001) Якову Исидоровичу Перельману приписано авторство статьи «Метод Б. Г. Галеркина в вариационном исчислении и в теории упругости» («Прикладная математика и механика», 1941). Однако автором этой статьи является другой Яков Перельман — тоже ленинградец, ученик академика Галеркина Яков Исаевич Перельман[источник не указан 369 дней].
- В одной из своих книг Перельман опубликовал задачу о черве, прогрызающем от первой страницы первого до последней страницы второго из стоящих рядом двух томов книг[19]. На примере этой задачи известный советский математик В. И. Арнольд любил показывать, чем математика отличается от физики[20], а известный психолог А. Р. Лурия показал преимущество образного мышления у С. В. Шерешевского[21].
- В свое время учёный подсчитал, что если бы все человечество решило искупаться в Ладожском озере и погрузилось в него, то уровень воды там поднялся бы всего лишь на 2 сантиметра[22].